# Jack Swigert
John Leonard "Jack" Swigert, Jr., (30 de agosto de 1931 - 27 de diciembre de 1982) fue un astronauta de la NASA y político estadounidense.

## Biografía
Nació en Denver, Colorado. Asistió a la universidad de Colorado, donde se graduó como Ingeniero Mecánico. Sirvió en la fuerza aérea de los Estados Unidos, como piloto de combate en Corea, y luego se convirtió en piloto de pruebas.
Luego de concluir una maestría en Ciencia aeroespacial en el Instituto Politécnico Rensselaer, y un máster en administración de la universidad de Hartford, Swigert aceptó entrar en el programa Apolo de la NASA.
Swigert fue uno de los tres astronautas en la misión del Apolo 13, la cual fue lanzada el 11 de abril de 1970. Swigert sustituyó 72 horas antes del vuelo a Thomas K. Mattingly que era quien inicialmente volaría junto a Lovell y Haise. El motivo fue que Mattingly había estado en los días previos en contacto con el virus de la rubeola o sarampión alemán, diferente al sarampión (aunque no se contagió). La misión fue el tercer intento de alunizaje, pero fue abortada tras de la ruptura de un tanque de oxígeno en el módulo de servicio de la nave Apolo. Swigert y sus compañeros, Jim Lovell y Fred Haise, retornaron sanos y salvos a la tierra el 17 de abril tras aproximadamente 6 días en el espacio. El trabajo de Swigert al encender paso por paso el módulo de mando inutilizado en toda la misión siguiendo las instrucciones desde la Tierra, fue fundamental para el éxito y la supervivencia de la tripulación. Recibió la medalla de la libertad presidencial en 1970.
Swigert fue originalmente propuesto como piloto del módulo de mando de la misión Apolo-Soyuz, pero fue relevado como castigo por su papel en el escándalo de los sellos de correo de la misión Apolo 15. En la investigación del escándalo él negó inicialmente cualquier implicación en acciones similares, pero cuando las pruebas contra él comenzaron a acumularse, lo confesó a Deke Slayton y fue por consiguiente considerado indeseable desde el punto de vista de las relaciones públicas.
Más tarde llegó a ser director de personal del Comité de Ciencia del Congreso de los Estados Unidos. Elegido diputado del Partido Republicano en el Congreso de los Estados Unidos por el recientemente creado Sexto Distrito Congresista de Colorado. En 1982, durante su campaña política, Swigert desarrolló un tumor maligno en el conducto nasal derecho. Se sometió a una cirugía, pero el cáncer se extendió a su médula ósea y los pulmones. Fue hospitalizado en el Hospital Universitario de Georgetown el 19 de diciembre, y murió de insuficiencia respiratoria el 27 de diciembre, ocho días antes del inicio de su mandato del Congreso. Fue el primer astronauta lunar del Apolo en morir, siendo más tarde seguido por Charles Conrad (Apolo 12), Alan Shepard y Stuart Roosa (ambos del Apolo 14), James Irwin (Apolo 15), y Ronald Evans (Apolo 17). Donn F. Eisele, que voló en el Apolo 7, no llegó a la Luna.
En 1995, el papel de Swigert fue interpretado por Kevin Bacon en la película Apolo 13.
En 1997 el Estado de Colorado envió una estatua suya al National Statuary Hall Collection.

## Mito de la frase "Houston, tenemos un problema"
Houston, tenemos un problema (en inglés: "Houston, we have a problem") es una popular pero errónea cita de la frase del astronauta Jack Swigert durante el accidentado viaje del Apolo 13, justo después de observar la luz de advertencia acompañada de un estallido.
La frase verídica efectuada por Swigert fue:
- Bien, Houston, hemos tenido un problema aquí. (en inglés: "Ok, Houston, we've had a problem here".)